# Шапел Фортен
Шапел Фортен (фр. Chapelle-Fortin) насеље је и општина у централној Француској у региону Центар (регион), у департману Ер и Лоар која припада префектури Дре.
По подацима из 2011. године у општини је живело 186 становника, а густина насељености је износила 12,91 становника/km². Општина се простире на површини од 14,41 km². Налази се на средњој надморској висини од 222 метара (максималној 240 m, а минималној 199 m).

## Демографија
| 1962. | 1968. | 1975. | 1982. | 1990. | 1999. | 2011. |
| ----- | ----- | ----- | ----- | ----- | ----- | ----- |
| 175   | 206   | 171   | 163   | 139   | 159   | 186   |

График промене броја становника у току последњих година